# Tephritopyrgota madagascariensis
Tephritopyrgota madagascariensis är en tvåvingeart som först beskrevs av Günther Enderlein 1942.  Tephritopyrgota madagascariensis ingår i släktet Tephritopyrgota och familjen Pyrgotidae.
Artens utbredningsområde är Madagaskar. Inga underarter finns listade i Catalogue of Life.